# 碱蛇床
碱蛇床（学名：Cnidium salinum）为伞形科蛇床属的植物。分布在蒙古、俄罗斯以及中国大陆的青海、内蒙古、甘肃、宁夏、黑龙江等地，多生长于盐碱滩、草甸和沟渠边等潮湿地段，目前尚未由人工引种栽培。

## 异名
- Cnidium salinum Turcz. var. rhizomaticum Y. C. Ma